# Xenotriccus callizonus
Xenotriccus callizonus là một loài chim trong họ Tyrannidae.